# Craft (Os Maias)
Guilherme Craft é um personagem secundário do romance Os Maias, de Eça de Queirós. Homem dândi e burguês, representa na obra a formação britânica, o protótipo do que deve ser um homem. Craft é descrito como um "byroniano".
Defende a arte pela arte, a arte como idealização do que há de melhor na natureza. Inglês rico e boémio, colecionador de bricabraque. Apesar de pouca ou nenhuma importância ter na ação principal, Craft representa o homem correto, incorruptível e "de hábitos rijos, pensando com retidão". Recebe especial favor de Afonso da Maia, que o considera "deveras um homem".

A sua descrição, na obra: 
| “ | (...) homem baixo, louro, de pele rosada e fresca, e aparência fria. Sob o fraque correcto percebia-se uma musculatura de atleta. | ” |

É inicialmente introduzido por João da Ega a Carlos da Maia, afirmando que era indispensável conhecer o Craft. O inglês havia construído um recanto campestre, a Quinta dos Olivais, conhecida como "a Toca". Mais tarde, querendo desfazer-se dela, Carlos da Maia adquire-a para oferecer como residência Maria Eduarda e Rosa.